# Schlossberg (Reichswald)
Der Schlossberg ist ein 386,5 m ü. NHN hoher Berg im Stadtgebiet von Kaiserslautern. Er liegt auf dem Gebiet des Ortsteils Hohenecken und ist vollständig bewaldet. Sein Ostabhang heißt Hahnhald. Auf dem Westausläufer des Schlossberges liegt in Spornlage die Burg Hohenecken.